# Gertrude Welcker
Gertrude Welcker (16 de julio de 1896-1 de agosto de 1988) fue una actriz alemana de teatro y cine mudo. Actuó en 64 películas entre 1917 y 1925.

## Biografía
Gertrude Welcker nació en Dresde el 16 de julio de 1896. Su padre, redactor jefe y director general del Posener Tageblatt, murió en 1909. Tenía un hermano menor llamado Herbert (nacido en 1898).
Durante la Primera Guerra Mundial, Welcker visitó la escuela de interpretación de Max Reinhardt en Berlín. De 1915 a 1916 protagonizó producciones en el Albert Theater de Dresde. De 1916 a 1919 actuó en el Deutsches Theater, el Kammerspiele y la Volksbühne. Allí actuó como prostituta en Meister Olaf, de August Strindberg, en una producción de Ferdinand Gregori [de], como Lesbia en la puesta en escena de Felix Hollaender de Gyges und sein Ring, de Friedrich Hebbel, como Recha en Nathan el sabio, de Lessing, y como la hermana Martha en Hanneles Himmelfahrt, de Gerhart Hauptmann.
Además de estos papeles, interpretó bajo la dirección de Marion Reinhardt La muerte de Danton, de Georg Büchner, la criada Sophie en Intriga y amor, de Friedrich Schiller, y Desdémona en Otelo, de William Shakespeare, y Jessica en El mercader de Venecia. 
En 1917 Gertrude Welcker comenzó su carrera como actriz de cine. Su debut cinematográfico fue en Eine Nacht in der Stahlkammer (1917), a la que siguió Rafaela (1917). A continuación apareció como ángel en la película Hans Trutz in the Land of Plenty, dirigida por su compañero de escena Paul Wegener.
Entre sus papeles más famosos figuran Gesine von Orlamünde en Crónicas de la Casa Gris, y la condesa Dusy Told, esposa de un millonario en Dr. Mabuse, el jugador (1922),de Fritz Lang, en la que el personaje del título la secuestra y abusa de ella.Otras producciones importantes en las que participó Welcker fueron Lady Hamilton, de Richard Oswald, y Luise Miller, de Carl Froelich (según Intriga y amor, de Schiller).
En producciones de bajo presupuesto como Die Geisha und der Samurai y Eine Frau mit Vergangenheit, interpretó el papel principal.
Interpretó el personaje de la reina Margarita en la controvertida película The Women House of Brescia. La película fue rechazada por el Consejo Británico de Clasificación Cinematográfica por representar la prostitución. 
En 1925 Welcker puso fin a su carrera como actriz de cine y en 1930 se retiró también de los escenarios. 
En julio de 1930 se casó con el pintor sueco Otto Gustaf Carlsund, a quien había conocido durante una visita a París. Se divorciaron en agosto de 1937.Antes del estallido de la Segunda Guerra Mundial, trabajó brevemente como editora en el Universum Film AG. En 1941 comenzó a trabajar para la Cruz Roja. Poco antes del final de la guerra, Gertrude Welcker logró escapar a Suecia, donde pasó el resto de su vida bajo el nombre de Gertrud Carlsund.
Gertrude Welcker falleció en Danderyd, Estocolmo, el 1 de agosto de 1988. Su herencia fue redescubierta en 2005. 

## Filmografía
- Hans Trutz in the Land of Plenty (1917)
- Panzerschrank Nr. 13 (1917)
- Mr.Wu (1918)
- Er soll Dein Herr sein (1918)
- Es werde Licht (3) (1918)
- Der Fluch des Nuri (1918)
- Der Tänzer (1918)
- The Adventure of a Ball Night (1918)
- Sein letzter Seitensprung (1918)
- The Mirror of the World (1918)
- Nocturne of Love (1919)
- Der Fluch der Vergangenheit (1919)
- Kurz ist der Frühling (1919)
- Die Geisha und der Samurai (1919)
- Die geliebte Tote (1919)
- The Devil and the Madonna (1919)
- Die Verführten (1919)
- The Mask (1919)
- Die Diamanten des Zaren (1919)
- The Dancer (1919)
- Die Duplitzität der Ereignisse (1919)
- Das Werk seines Lebens (1919)
- Algol: Tragedy of Power Algol. Tragödie der Macht (1920)
- The Lady in Black (1920)
- Evening – Night – Morning Abend - Nacht - Morgen (1920)
- Dolls of Death (1920)
- Blackmailed (1920)
- Planetenschieber (1920)
- Die schöne Miß Lilian (1920)
- Fata Morgana (1920)
- Eine Frau mit Vergangenheit (1920)
- The Women House of Brescia (1920)
- The Sons of Count Dossy (1920)
- Seine drei Frauen (1920)
- A Debt of Honour (1921)
- The Flight into Death (1921)
- Lady Godiva (1921)
- The Golden Bullet (1921)
- Lady Hamilton (1921)
- Die Minderjährige (1921)
- Das Recht der freien Liebe (1921)
- Sturmflut des Lebens (1921)
- Jim Cowrey is Dead (1921)
- Dr. Mabuse the Gambler Dr. Mabuse, der Spieler (1921)
- Dämon Zirkus (1922)
- Shadows of the Past (1922)
- The Pearls of Lady Harrison (1922)
- The Anthem of Love (1922)
- Between Evening and Morning (1923)
- Luise Millerin (1923)
- Zaida, the Tragedy of a Model (1923)
- Im Rausche der Leidenschaft (1923)
- Dieter – Der Mann unter den Steinen (1923)
- Marionettes of the Princess (1924)
- The Creature (1924)
- Wege der Liebe (1924)
- Goetz von Berlichingen of the Iron Hand (1925)
- Chronicles of the Gray House (1925)